# Annelie Thorndike
Annelie Thorndike, geb. Kunigk (* 17. April 1925 in Klützow, Kreis Pyritz; † 26. Dezember 2012 in Wolgast) war eine deutsche Dokumentarfilmerin. Sie war eine der wichtigsten Dokumentaristinnen der DDR.

## Leben
Annelie Kunigk wurde in Pommern geboren. Ihr Vater war Schlosser in einer Zuckerfabrik, die Mutter stammte aus einer Fischerfamilie. Sie wuchs in der Nähe von Stargard auf und besuchte nach dem Abitur eine Pädagogische Hochschule, wo sie 1944 ihr Examen ablegte.
Seit 1945 lebte sie als Lehrerin in Penzlin und wirkte dort am Wiederaufbau der Schule mit. 1946 trat sie der SED bei. 1949 übernahm sie die Leitung der von ihr gegründeten Zentralschule Martin Andersen-Nexö in Penzlin. 1950 lernte sie Andrew Thorndike kennen, der in Penzlin Aufnahmen zu dem Dokumentarfilm Der Weg nach oben drehte. Seit 1952 arbeitete sie mit ihm zusammen. 1953 heirateten sie.
Mit Filmen wie Du und mancher Kamerad (1955), Unternehmen Teutonenschwert (1958) und vor allem dem zweiteiligen Dokumentarfilm Das russische Wunder (1963) wurde Annelie Thorndike national wie international bekannt. Bei allen drei Filmen arbeitete sie sowohl mit Paul Dessau als Komponisten als auch mit ihrem Ehemann Andrew Thorndike zusammen, der ebenfalls zu den wichtigsten Dokumentarfilmregisseuren der DEFA gehörte.
Annelie Thorndike wurde 1963 als Abgeordnete des Kulturbundes in die Volkskammer gewählt, der sie bis 1971 angehörte. Ab 1967 war sie Vorstands- und ab 1980 Präsidiumsmitglied des von Andrew Thorndike gegründeten Verbands der Film- und Fernsehschaffenden der DDR. Von 1973 bis 1989 war sie Präsidentin des „Komitees der Internationalen Leipziger Woche für Dokumentar- und Kurzfilm“, das für die Ausrichtung der Leipziger Dokfilmwoche verantwortlich war.
Sie lebte mit ihrem Mann lange Zeit in Potsdam-Babelsberg. Nach der Scheidung von Andrew Thorndike und langer schwerer Krankheit produzierte sie nur noch sporadisch kleinere Dokumentarfilme und schloss sich der DEFA-Gruppe Kinobox an. 1985 entstand nach ihrem Drehbuch der Kurz-Dokumentarfilm Aufbruch über die Zerstörung und den Wiederaufbau Dresdens und 1987 Alle Ideen beginnen als Traum, ein Porträt des Potsdamer Physikers Heiner Vollstadt.
Nach der Wende zog sie sich aus dem Filmgeschäft zurück. Sie lebte zuletzt in Heringsdorf auf der Ostsee-Insel Usedom.

## Filmografie (Auswahl)
- 1952: Blaue Wimpel im Sommerwind (pädagogische Beratung)
- 1952: Die Prüfung (pädagogische Beratung, Co-Drehbuch)
- 1954: Die sieben vom Rhein (Co-Drehbuch, Co-Regie)
- 1956: Du und mancher Kamerad (Co-Drehbuch, Co-Regie)
- 1957: Der Fall Hartmann und andere (Co-Drehbuch, Co-Regie)
- 1957: Urlaub auf Sylt
- 1958: Unternehmen Teutonenschwert (Co-Drehbuch, Co-Regie)
- 1963: Das russische Wunder 1/2 (Co-Drehbuch, Co-Regie)
- 1969: Du bist min. Ein deutsches Tagebuch (Co-Drehbuch, Szenarium)
- 1970: Unter den Linden – Geschichte und Geschichten (Fernsehfilm)
- 1971: Mein ganzes Leben lang (Co-Regie, Buch)
- 1972: Start (Co-Regie, Buch)
- 1974: Das Atom sei Arbeiter – KKW-Bruno Leuschner (Greifswald) (Aufbau und Planung (1967–1973)), (Regie)
- 1977: Die alte neue Welt (Text/Buch)
- 1985: Aufbruch (Drehbuch, Text)
- 1987: Alle Ideen beginnen als Traum (Drehbuch, Text)

## Bücher
- Jeder Tag war schön. Erlebnisse, Träume, Geständnisse notiert zwischen Antwerpen und Bombay. VEB Hinstorff Verlag, Rostock 1966
- Mit Klaus Huhn: Der Massenmörder blieb ohne Strafe. edition ost, Berlin 2008, ISBN 978-3-360-02005-5. (Spotless-Reihe, 211)

## Auszeichnungen
- 1956 Nationalpreis der DDR II. Klasse für Du und mancher Kamerad im Kollektiv
- 1957 Deutsche Friedensmedaille
- 1958 Heinrich-Greif-Preis I. Klasse für Unternehmen Teutonenschwert (mit Andrew Thorndike)
- 1963 Leninorden für Das russische Wunder (mit Andrew Thorndike)
- 1963 Internationaler Weltfriedenspreis für Das russische Wunder (mit Andrew Thorndike)
- 1963 Nationalpreis der DDR I. Klasse für  Das russische Wunder (mit Andrew Thorndike)
- 1969 Vaterländischer Verdienstorden in Bronze
- 1973 Verdienstmedaille der Organe des Ministeriums des Innern in Gold